# 神聖喜劇
『神聖喜劇』（しんせいきげき）は、大西巨人の代表作とされる長編小説、またそれを原作とした派生作品。
1960年から70年にかけて『新日本文学』に連載。1978年から1980年にかけて、光文社から全5巻で刊行された。版元が替わる度に加筆修正され、光文社文庫版のまえがきでは「今日における決定版」と記されている。戦前の日本軍を題材にした作品で、凄まじい記憶力を誇る主人公の陸軍二等兵・東堂太郎が異常な軍隊世界の中で過酷な新兵訓練を受けるが、その超人的な記憶力を武器として軍隊内部の不条理に抵抗する。

## あらすじ
反戦活動で逮捕され九州帝大法学部を中退した東堂太郎は新聞記者になった後に従軍し、そこで法的知識をバックに上官に対抗する。
冬木という男に惹かれ、友情で結ばれるが、冬木は湯浅という兵の銃剣のホルダーをすり替えた事件で嫌疑がかかってしまう。
そこで東堂は法的知識を駆使して、またしても上官に対抗する。
その甲斐あって冬木は難を逃れることができたが、東堂による上申が真犯人をほぼ言い当てていたにもかかわらず、すり替え事件の真犯人についてはウヤムヤにされてしまう。
正真正銘のガンスイ（駄目な兵士）と呼ばれる末永が窃盗を犯した件で上官から冗談で死刑の宣告を受け、それを信じ込んで死の恐怖に震える末永とそれに追い打ちをかけて遊ぶ上官の姿を見た東堂と冬木は、思わず飛び出して末永を救おうとする。
ところが二人は助け舟を出した村崎と同僚の兵もろとも重営倉入りになる。
それまで法的知識によって度々上官をやり込めてきた東堂であったが、たった一度軽い規則を破ったために大前田に法的に追い詰められ罰を受ける。
しかし大前田も勤務中の規則違反によって逮捕される身となり、憲兵によって未決監に連行される大前田と偶然行き会った東堂は、無言で彼を見送った。

## 主要登場人物
- 東堂太郎：食卓末席組
- 冬木照美：同上
- 大前田：鬼軍曹
- 村上：理知的な上官
- 東堂の彼女：戦争で夫を亡くした。東堂と情事に耽る。
- 冬木の彼女
- 村崎：村上を尊敬
- 橋本：冬木と同じく被差別部落出身の兵士。「百一」と上官から呼ばれる。

## 作中用語
- ガンスイ：元帥（げんすい）の誤読。それ以上昇進できない、駄目な兵士はこのように皮肉られる。
- 八厘：知的障碍者の蔑称
- 百一：百回に一回しか真実を言わない奴。嘘つき

## 刊行までの経緯
本作は連載当時から反響を呼び、筑摩書房や講談社から刊行の声がかけられていた。松本清張が光文社の社長・神吉晴夫に、同作を光文社から刊行するよう薦めたことを契機に光文社が大西に接触、花田清輝も大西に「光文社でやるのがいい」と助言した。連載時大西は原稿料が出るだけでいいという心情であったが、神吉は大西の生活費をバックアップして支えた。担当編集者となった光文社の市川元夫は連載時から本作を愛読していたが、大西に会うとその記憶力・正義感・ユーモアにいつも圧倒された、と振り返っている。カッパ・ノベルスから第3部まで刊行されたが、その後大西は前の章の書き換えを主張。ハードカバー版で書き直される形での刊行となり、1980年にようやく全5巻が完結した。完結にあたり、埴谷雄高・松本清張・大岡昇平・井上ひさしらが本作に賛辞を寄せた。

## シナリオ版
『シナリオ 神聖喜劇』は、荒井晴彦によるシナリオ。大西巨人の長編小説『神聖喜劇』をシナリオ化したものである。2004年末に太田出版から刊行された。400字詰め原稿用紙にして750枚分の長大なシナリオ。方言や軍隊用語や隠語など、さまざまな知られざる言葉が飛び交うのがこの原作の特徴で、荒井も難儀したと後書きで述懐している。
太田出版の高瀬幸途からの「笠原和夫は庶民の立場から戦争を描いたが、荒井さんはインテリの立場から描いたらどうだ？」との誘い文句に乗せられて原作を未読の段階でシナリオ化を引き受けたと、著者は後書きで振り返る。著者は仕事を引き受けた時点で、高瀬が「映画化はおまけ」と考えていたと忖度している。   
荒井の妻が書店員に「（映画関連書コーナーの棚ではなく）文学書コーナーに本を置いて」と頼んだというエピソードもある。
南カリフォルニアとラスベガスに拠点を置き、脚本形式に「文学最後のフロンティア」を見出すウェブ雑誌『スクリプト・ジャーナル』編集長クインビー・メルトンは『製作の曖昧な優位性』という論稿の中で本書に触れた。

### 映画化案
映画化を持ちかけられた澤井信一郎の（付録小冊子における）解説によると、当初から映画化に先駆けてシナリオを出版する計画であり、なおかつ撮影用シナリオはその書籍を基に新たに書く予定であったらしい。つまり本書は、映画製作とは独立した出版用のシナリオであるので、レーゼシナリオであると言える。また、主要登場人物に、島田紳助や松本人志がイメージ・キャスティングされていたこともあるらしい。井土紀州と澤井監督との対談で澤井ははっきりと、このシナリオを「レーゼ・シナリオ」だと言っている。
2010年現在で具体的な映画化実現の話は無いが、企画が頓挫したとの情報も無い。

## 漫画版
岩田和博脚色・のぞゑのぶひさ画により10年がかりで漫画化され、2006年より幻冬舎から全6巻で刊行された。
2007年に第36回『日本漫画家協会賞』大賞受賞、同年第11回『手塚治虫文化賞』新生賞受賞。

## 演劇版
2009年10月に日本大学芸術学部の学生らによって、初の演劇化がされた。この作品は演劇祭にも招待され、2010年3月に両国の劇場にて演出を変えた短縮版が再演されている。
出演者は綾乃／他。

## 出版
- 1968年～1969年 第一部(上・下)、第二部、第三部 光文社カッパ・ノベルス
- 1978年7月～1980年4月 (全5巻) 光文社
- 1982年1月～1982年5月 (全5巻) 文春文庫
- 1991年10月～1992年3月 (全5巻) ちくま文庫
- 2002年7月～2002年11月 (全5巻) 光文社文庫